# سینما ریترواتو
سینما ریترواتو (انگلیسی: Il Cinema Ritrovato) (به‌معنای سینمای دوباره کشف‌شده) جشنواره‌ای است که به تاریخ سینما، نمایش فیلم کلاسیک، گذشته‌نگاری و نمایش آخرین فیلم‌های بازسازی شده از آزمایشگاه‌های فیلم و بایگانی‌های سراسر جهان اختصاص دارد. اکثر فیلم‌های نمایش داده شده در این رویداد از اوایل سینما تا دهه ۱۹۶۰ است. این جشنواره هر تابستان در بولونیا برگزار می‌شود و بزرگترین جشنواره بازسازی فیلم در جهان است.

## فیلم‌های فارسی‌زبانِ جشنواره
فیلم‌هایی از بهرام بیضایی و ابراهیم گلستان و ساموئل خاچیکیان و محمّدرضا اصلانی در سال‌های مختلف در این جشنواره به نمایش درآمده است.